# Лёвен (округ)
Лёвенский административный округ (нидерл. Arrondissement Leuven; фр. L'arrondissement administratif de Louvain) — один из двух, наряду с Халле-Вилворде, административных округов провинции Фламандского Брабанта, Фландрия, кор-во Бельгия. Назван так по имени крупнейшего города провинции — Лёвена (Лувена).
Он расположен к востоку от столицы Брюссель. Округ занимает площадь в 1163,22 км² и насчитывает 475 816 жителей (состоянием на 1 января 2008 года).
Официальный язык во всех коммунах Лёвенского округа — нидерландский (с 1963 года). В отличие от Халле-Вилворде языковые льготы для франкофонов отсутствуют.

## История
Лёвенский административный округ был сформирован в 1800 году как второй административный округ округа Дейле (нидерл. Dijle). Он состоял поначалу из таких населённых пунктов как Арсхот (нидерл. Aarschot), Дист (нидерл. Diest), Глаббек (нидерл. Glabbeek), Гравен (нидерл. Graven), Хахт (нидерл. Haacht), Лёвен, Тинен (нидерл. Tienen) и Заутлеу (нидерл. Zoutleeuw).
В 1823 несколько населённых пунктов перешли из подчинения округа Нейвел (нидерл. Nijvel) под управление Лёвенского административного округа по причине деления на округи согласно языковому принципу. Это были Биз (нидерл. Biez), Бонлез (нидерл. Bonlez), Дьон-ле-Мон (нидерл. Dion-le-Mont), Дьон-ле-Валь (нидерл. Dion-le-Val), Иркен (нидерл. Eerken), Нетхен (нидерл. Nethen), Дёрне-Бевеком (нидерл. Deurne-Bevekom), Хамме-Милле (нидерл. Hamme-Mille), Лонгёйвиль (нидерл. Longueville), Нодебе (нидерл. Nodebais), Пьетребе (нидерл. Piétrebais), Боссют-Готтехайн (нидерл. Bossut-Gottechain), Линсмел (нидерл. Linsmeel) en Гравен (нидерл. Graven).
При окончательном установлении языковой границы в 1963 к Лёвенскому административному округу опять присоединили некоторые населённые пункты. В этот раз — из округа Боргворм (нидерл. Borgworm): Аттенховен (нидерл. Attenhoven), Эликсем (нидерл. Eliksem), Лар (нидерл. Laar), Ланден (нидерл. Landen), Нерхеспен (нидерл. Neerhespen), Нерланден (нидерл. Neerlanden), Нервинден (нидерл. Neerwinden), Оверхеспен (нидерл. Overhespen), Овервинден (нидерл. Overwinden), Рюмсдорп (нидерл. Rumsdorp), Васмонт (нидерл. Waasmont), Валсбетс (нидерл. Walsbets), Валсхаутем (нидерл. Walshoutem), Ванге (нидерл. Wange) и Везерен (нидерл. Wezeren). Одновременно с ними были также переданы Лёвенскому административному округу населённые пункты округа Невел: Слюизен (нидерл. Sluizen), Зиттерт-Люммен (нидерл. Zittert-Lummen), Опхейлиссем (нидерл. Opheylissem) и Нерхейлиссем (нидерл. Neerheylissem).
В 1971 город Оверхалмал (нидерл. Overhalmaal) (Халле-Боинховен (нидерл. Halle-Booienhoven)) передан из подчинения округа Хасселт (нидерл. Hasselt).

## Административное деление Лёвенского административного округа

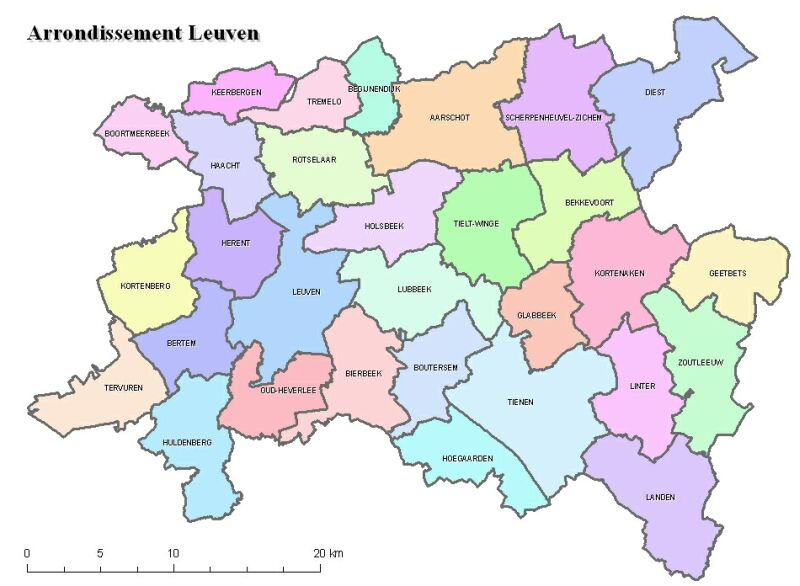
Карта Лёвенского административного округа

Округ объединяет 30 коммун в восточной части провинции из которых только одна — Тервюрен вплотную подходит к коммунам двуязычного субъекта Брюссельский столичный округ. Округ является независимой единицей как административного так и правового управления. Формирует отдельный избирательный округ при общеевропейских и федеративных выборах. Лёвен наряду с Халле-Вилворде — последние существующие избирательные округа со статусом административной области. Повсеместно в других областях совершен переход к провинциальным избирательным округам.

### Муниципалитеты(Коммуны)
| - Арсхот (нидерл. Aarschot) - Ауд-Хеверле (нидерл. Oud-Heverlee) - Бегейнендейк (нидерл. Begijnendijk) - Беккеворт (нидерл. Bekkevoort) - Бертем (нидерл. Bertem) - Бирбек (нидерл. Bierbeek) - Бортмирбек (нидерл. Boortmeerbeek) - Баутерсем (нидерл. Boutersem) - Гитбетс (нидерл. Geetbets) - Глаббек (нидерл. Glabbeek) | - Дист (нидерл. Diest) - Заутлеу (нидерл. Zoutleeuw) - Керберген (нидерл. Keerbergen) - Кортенакер (нидерл. Kortenaken) - Кортенберг (нидерл. Kortenberg) - Ланден (нидерл. Landen) - Лёвен - Линтер (нидерл. Linter) - Люббек (нидерл. Lubbeek) - Ротселар (нидерл. Rotselaar) | - Схерпенхёвел-Зихем (нидерл. Scherpenheuvel-Zichem) - Тервюрен (нидерл. Tervuren) - Тилт-Винге (нидерл. Tielt-Winge) - Тинен (нидерл. Tienen) - Тремело (нидерл. Tremelo) - Хахт (нидерл. Haacht) - Херент (нидерл. Herent) - Холсбек (нидерл. Holsbeek) - Хугарден (нидерл. Hoegaarden) - Хюлденберг (нидерл. Huldenberg) |

### Административные единицы в составемуниципалитетов(коммун)
| - Авербоде (нидерл. Averbode) - Арсхот (нидерл. Aarschot) - Ассент (нидерл. Assent) - Аттенроде (нидерл. Attenrode) - Аттенховен (нидерл. Attenhoven) - Ауд-Хеверле (нидерл. Oud-Heverlee) - Аутгарден (нидерл. Outgaarden) - Бал (нидерл. Baal) - Баутерсем (нидерл. Boutersem) - Бегейнендейк (нидерл. Begijnendijk) - Беккеворт (нидерл. Bekkevoort) - Бертем (нидерл. Bertem) - Бетеком (нидерл. Betekom) - Бинком (нидерл. Binkom) - Бирбек (нидерл. Bierbeek) - Бланден (нидерл. Blanden) - Бортмербек (нидерл. Boortmeerbeek) - Бост (нидерл. Bost) - Бюдингем (нидерл. Budingen) - Бюнсбек (нидерл. Bunsbeek) - Валбек (нидерл. Vaalbeek) - Валсбетс (нидерл. Walsbets) - Валсхаутем (нидерл. Walshoutem) - Ванге (нидерл. Wange) - Ванроде (нидерл. Waanrode) - Васмонт (нидерл. Waasmont) - Вертейк (нидерл. Vertrijk) - Велтем-Бейсем (нидерл. Veltem-Beisem) - Виссенакен (нидерл. Vissenaken) - Воссем (нидерл. Vossem) - Веббеком (нидерл. Webbekom) - Веземал (нидерл. Wezemaal) - Везерен (нидерл. Wezeren) | - Верхтер (нидерл. Werchter) - Веспелар (нидерл. Wespelaar) - Виллебринген (нидерл. Willebringen) - Вилселе (нидерл. Wilsele) - Винкселе (нидерл. Winksele) - Воммерсом (нидерл. Wommersom) - Гелроде (нидерл. Gelrode) - Гетбетс (нидерл. Geetbets) - Глаббек-Зюрбемде (нидерл. Glabbeek-Zuurbemde) - Гразен (нидерл. Grazen) - Гутсенховен (нидерл. Goetsenhoven) - Дёйсбюрг (нидерл. Duisburg) - Дёрне (нидерл. Deurne) - Дист (нидерл. Diest) - Дормал (нидерл. Dormaal) - Дрислинтер (нидерл. Drieslinter) - Заутлеу (нидерл. Zoutleeuw) - Зихем (нидерл. Zichem) - Каггевинне (нидерл. Kaggevinne) - Кареллен (нидерл. Kapellen) - Керберген (нидерл. Keerbergen) - Керком (нидерл. Kerkom) - Керсбек-Миском (нидерл. Kersbeek-Miskom) - Кессел-Ло (нидерл. Kessel-Lo) - Корбек-Дейле (нидерл. Korbeek-Dijle) - Корбек-Ло (нидерл. Korbeek-Lo) - Кортенакен (нидерл. Kortenaken) - Кортенберг (нидерл. Kortenberg) - Кортрейк-Дютсел (нидерл. Kortrijk-Dutsel) - Кюмтих (нидерл. Kumtich) - Лангдорп (нидерл. Langdorp) - Ланден (нидерл. Landen) - Лар (нидерл. Laar) | - Лефдал (нидерл. Leefdaal) - Лёвен (нидерл. Leuven) - Линден (нидерл. Linden) - Ловенжёл (нидерл. Lovenjoel) - Лонбек (нидерл. Loonbeek) - Люббек (нидерл. Lubbeek) - Мелдерт (нидерл. Meldert) - Мелквезер (нидерл. Melkwezer) - Менсел-Кизелгем (нидерл. Meensel-Kiezegem) - Мербек (нидерл. Meerbeek) - Месселбрук (нидерл. Messelbroek) - Моленбек-Версбек (нидерл. Molenbeek-Wersbeek) - Моленстеде (нидерл. Molenstede) - Нервелп (нидерл. Neervelp) - Нервинден (нидерл. Neerwinden) - Нерейсе (нидерл. Neerijse) - Нерланден (нидерл. Neerlanden) - Нерлинтер (нидерл. Neerlinter) - Нерхеспен (нидерл. Neerhespen) - Ньивроде (нидерл. Nieuwrode) - Овервинден (нидерл. Overwinden) - Оверхеспен (нидерл. Overhespen) - Опвелп (нидерл. Opvelp) - Оплинтер (нидерл. Oplinter) - Орбек (нидерл. Oorbeek) - Орсмал-Гюссенховен (нидерл. Orsmaal-Gussenhoven) - Оттенбюрг (нидерл. Ottenburg) - Пелленберг (нидерл. Pellenberg) - Рансберг (нидерл. Ransberg) - Риллар (нидерл. Rillaar) - Росбек (нидерл. Roosbeek) - Ротселар (нидерл. Rotselaar) - Рюммен (нидерл. Rummen) | - Рюмсдорп (нидерл. Rumsdorp) - Синт-Агата-Роде (нидерл. Sint-Agatha-Rode) - Синт-Йорис-Верт (нидерл. Sint-Joris-Weert) - Синт-Йорис-Винге (нидерл. Sint-Joris-Winge) - Синт-Маргрите-Хаутем (нидерл. Sint-Margriete-Houtem) - Синт-Питерс-Роде (нидерл. Sint-Pieters-Rode) - Схаффен (нидерл. Schaffen) - Схерпенхёвел (нидерл. Scherpenheuvel) - Тервюрен (нидерл. Tervuren) - Тестелт (нидерл. Testelt) - Тилдонк (нидерл. Tildonk) - Тилт (нидерл. Tielt) - Тинен (нидерл. Tienen) - Тремело (нидерл. Tremelo) - Хакендовер (нидерл. Hakendover) - Халле-Боинховен (нидерл. Halle-Booienhoven) - Хасроде (нидерл. Haasrode) - Хауварт (нидерл. Houwaart) - Хахт (нидерл. Haacht) - Хевер (нидерл. Hever) - Хеверле (нидерл. Heverlee) - Хелен-Бос (нидерл. Helen-Bos) - Херент (нидерл. Herent) - Хугарден (нидерл. Hoegaarden) - Хуледен (нидерл. Hoeleden) - Холсбек (нидерл. Holsbeek) - Хюлденберг (нидерл. Huldenberg) - Эверберг (нидерл. Everberg) - Эземал (нидерл. Ezemaal) - Эликсем (нидерл. Eliksem) - Эрпс-Кверпс (нидерл. Erps-Kwerps) |

## Демографическая эволюция
- Источник:NIS (нидерл.). Дата обращения: 18 октября 2010. Архивировано 26 мая 2012 года. (Nationaal Instituut voor de Statistiek van de (Belgische) Federale Overheidsdienst Economie, K.M.O., Middenstand en Energie.|Национальный Институт Статистики (Бельгийского) Федерального Правительства по Економике, Малым и Средним Предприятиям и Энергии) — данные с 1806 по 1970 включительно — переписи; с 1980 — количество жителей на 1 янвваря текущего года